# Petter Eliassen
Petter Eliassen, född 1 december 1985, är en norsk längdskidåkare. Hans bästa världscupsplaceringar är andraplats i en 4 x 10 km-stafett i Finland i mars 2010 och fjärdeplats i Holmenkollens femmil 2013.
Från och med säsongen 2014/15 satsade Eliassen enbart på långlopp där han ingick i långloppsteamet Team LeasePlan och han vann Visma Ski Classics sammanlagt samma säsong efter att ha vunnit de fyra avslutande loppen bland annat Vasaloppet två gånger, 2015 och 2020.  2017 vann hann första upplagan av loppet Ylläs-Levi i norra Finland.
Säsongen 2015/16 vann Eliassen återigen Ski Classics efter tre förstaplatser, två andraplatser och två tredjeplatser.
I april 2017 meddelades det att Eliassen väljer att avsluta sin elitkarriär för att fortsätta med sina studier. Till säsongen 2018-19 meddelade dock Eliassen att han är tillbaka och ingår numer i långloppslaget Team BN Bank.

## Resultat i Ski Classics

### 2016-17
| Plac | Lopp               | Land     |
| ---- | ------------------ | -------- |
| 1    | Prolog             | Italien  |
| 3    | La Sgambeda        | Italien  |
| 17   | La Diagonela       | Schweiz  |
| 10   | Marcialonga        | Italien  |
| 2    | Toblach-Cortina    | Italien  |
| 2    | Jizerská padesátka | Tjeckien |
| 16   | Vasaloppet         | Sverige  |
| 2    | Birkebeinerrennet  | Norge    |
| 4    | Årefjällsloppet    | Sverige  |
| 1    | Reistadløpet       | Norge    |
| 1    | Ylläs-Levi         | Finland  |

### 2015-16
| Plac | Lopp                   | Land      |
| ---- | ---------------------- | --------- |
| 16   | Prolog                 | Italien   |
| 10   | La Sgambeda            | Italien   |
| 1    | Jizerská padesátka     | Tjeckien  |
| 1    | La Diagonela           | Schweiz   |
| 2    | Marcialonga            | Italien   |
| 1    | Kaiser Maximilian Lauf | Österrike |
| 2    | Toblach-Cortina        | Italien   |
| 21   | Vasaloppet             | Sverige   |
| 3    | Birkebeinerrennet      | Norge     |
| 3    | Årefjällsloppet        | Sverige   |

### 2014-15
| Plac | Lopp               | Land     |
| ---- | ------------------ | -------- |
| 7    | Prolog             | Italien  |
| 7    | La Sgambeda        | Italien  |
| 2    | Jizerská padesátka | Tjeckien |
| 5    | La Diagonela       | Schweiz  |
| 7    | Marcialonga        | Italien  |
| 1    | König-Ludwig-Lauf  | Tyskland |
| 1    | Vasaloppet         | Sverige  |
| 1    | Birkebeinerrennet  | Norge    |
| 1    | Årefjällsloppet    | Sverige  |

### Fotnoter
1. ↑   Alexander Nilsson, Albin Julin (8 mars 2015). ”Tog hem Vasaloppet efter det starka rycket” (på svenska). Expressen. https://www.expressen.se/sport/langdskidor/tog-hem-vasaloppet-efter-det-starka-rycket/. Läst 1 mars 2020.
2. ↑  Malin Wahlberg (1 mars 2020). ”Eliassen vann Vasaloppet” (på svenska). Sportbladet. https://www.aftonbladet.se/sportbladet/a/qLM98O/eliassen-vann-vasaloppet. Läst 1 mars 2020.
3. ↑  Emil Larsson, Yvette Hermundstad (1 mars 2020). ”Eliassen vann Vasaloppet efter hundradelsrysare” (på svenska). SVT Sport. https://www.svt.se/sport/vasaloppet/norsk-dominans-i-vasaloppet. Läst 1 mars 2020.